# Telestes
Telestes é um gênero de peixes ciprinídeos. Antigamente, costumava ser incluído no Leuciscus.

## Espécies
Existem atualmente 14 espécies reconhecidas neste gênero:
- Telestes beoticus (Stephanidis, 1939)
- Telestes croaticus (Steindachner, 1866)
- Telestes dabar Bogutskaya, Zupančič, Bogut & Naseka, 2012[2]
- Telestes fontinalis (M. S. Karaman (sr), 1972)
- Telestes karsticus Marčić, Buj, Duplić, Ćaleta, Mustafić, Zanella, Zupančič & Mrakovčić, 2011
- Telestes metohiensis (Steindachner, 1901)
- Telestes miloradi Bogutskaya, Zupančič, Bogut & Naseka, 2012[2]
- Telestes montenigrinus (Vuković, 1963)
- Telestes muticellus (Bonaparte, 1837)
- Telestes pleurobipunctatus (Stephanidis, 1939)
- Telestes polylepis Steindachner, 1866
- Telestes souffia (A. Risso, 1827)
- Telestes turskyi (Heckel, 1843)
- †Telestes ukliva (Heckel, 1843)